# Michael Hollingshead
Michael Hollingshead (pseudónimo de Michael John Shinkfield), nacido el 30 de septiembre de 1931 en Darlington (Inglaterra), fue un investigador inglés en el campo de las drogas psicodélicas. Tuvo un papel muy importante en la difusión del LSD tanto en Estados Unidos como en el Reino Unido, iniciando en su uso a Timothy Leary y otras muchas personas. Fue el padre de la actriz cómica Vanessa Hollingshead.

## Biografía
Hollingshead tuvo una relación difícil con su padre, que envió al adolescente Michael a una escuela londinense para niños brillantes, pero problemáticos. Hollingshead afirmaba que fue paciente de la psicoanalista Anna Freud, pero no hay constancia de ello. Tras servir en el ejército del Aire, trabajó para la agencia de viajes de Londres Thomas Cook. 
Durante su estancia en Londres, compartió un piso con el pediatra John Beresford. En esta época cambió su apellido por Hollingshead, haciendo un juego de palabras con la expresión hole in his head (‘un agujero en la cabeza’).  
A finales de los 50 se trasladó a Nueva York y se hizo cargo de la secretaría ejecutiva del Instituto para el Intercambio Cultural Anglo-Americano. Compartió también allí piso con Beresford, que había hecho amistad con algunos pioneros psicodélicos de Greenwich Village. Hollingshead, que había leído las obras de Aldous Huxley sobre estas sustancias, le telefoneó y le pidió consejo. Huxley le habló del LSD, advirtiéndole que era mucho más potente que la mescalina. 
Azuzado por Hollingshead, Beresford utilizó su cargo en el hospital para encargar un gramo de LSD (fármaco legal en aquella época) a los laboratorios Sandoz, en Suiza, supuestamente para realizar experimentos sobre médula ósea. El pedido costó 285 dólares y contenía suficiente LSD en polvo para preparar 5000 dosis. 
Hollingshead mezcló el polvo con agua destilada y azúcar pastelero, hasta obtener una pasta pegajosa que contenía 5.000 dosis de 200 µg, que guardó en un bote de mayonesa de 16 onzas (este bote adquirió un estatus legendario en el mundillo psicodélico). Durante el proceso, Hollingshead se chupó los dedos varias veces, absorbiendo el equivalente a cinco dosis potentes. Cuando la droga empezó a hacer efecto, subió al tejado y permaneció allí durante las siguientes quince horas, completamente ensimismado en sus efectos, experimentando la muerte de su cuerpo y el paso a otra realidad que calificó de «nirvana extático».  
Beresford acompañó a Hollingshead en la experiencia y se convirtió desde entonces en un entusiasta del fármaco, cuyo descubrimiento en 1943 consideraba una compensación divina al desarrollo en 1942 de la bomba atómica. 
Incapaz de integrar la experiencia extraordinaria que había tenido en su vida cotidiana, Hollingshead llamó de nuevo a Huxley y este le sugirió que entrara en contacto con el investigador Timothy Leary, de la Universidad de Harvard, para discutir el potencial del LSD.
Hollingshead escribió a Leary indicándole sus dificultades con el ácido. Leary pidió a su amigo George Litwin que se acercara a casa de Hollingshead y se asegurase de que estaba bien. Litwin se llevó a Hollingshead a su casa y tras asegurarse de que no sufría ningún trastorno mental, lo llevó a conocer a Leary.  
Leary invitó a Hollingshead a vivir en su casa y a dar un curso en Harvard. Aunque al principio Leary era renuente a probar el LSD, finalmente lo probó y quedó tan impresionado por la experiencia que estuvo varios días sin hablar, provocando la alarma de sus amigos más cercanos, como Richard Alpert. Durante un tiempo, Leary tomó a Hollingshead como gurú, convencido de que se trataba de un emisario de un poder superior. 
Integrado en el grupo de Harvard, en 1962 Hollingshead participó con Leary, Ralph Metzner y otros en un experimento de terapia psicodélica realizado con los presos de la cárcel de Concord.
Cuando Leary y su mano derecha, Alpert, fueron expulsados de Harvard por administrar drogas a estudiantes, Hollingshead se trasladó con ellos a vivir a una mansión en Millbrook, Nueva York. El talante travieso de Hollingshead y su tendencia a imponer su voluntad sobre los demás hizo que muchos de los psinautas albergaran dudas sobre él, pero Leary tenía una gran confianza en la capacidad de su amigo para conducir los viajes lisérgicos y solventar los problemas que se pudieran plantear en ellos. 
Más tarde creó un proyecto propio en Nueva York junto a Jean Houston, organizando viajes guiados de LSD y recogiendo datos, que sirvieron de base para el libro de Masters y Houston Las variedades de la experiencia psicodélica. 
En octubre de 1965 se trasladó a Londres, donde abrió el Centro Psicodélico Mundial, un organismo dedicado a popularizar y difundir la psicodelia tal como se entendía y practicaba en Millbrook: los viajes debían tener una estructura ritual y debían seguir las instrucciones de un guía experto que conociera los textos sagrados orientales, como el Bardo Thodol. Este enfoque no alcanzó demasiada popularidad en la comunidad psicodélica inglesa, que prefería en general una visión más lúdica del viaje psicodélico, abierta a la improvisación. 
En enero de 1966 la policía hizo una redada en el Centro Psicodélico y detuvo a Hollingshead, acusándole de posesión de heroína y morfina y de permitir que se consumiera cannabis en su local. Cuando quedó libre, Hollingshead se fue de vacaciones a Suiza para esquiar. El 24 de mayo, se celebró el juicio contra él; Hollingshead renunció a tener un abogado defensor y se defendió él mismo, arguyendo que la heroína y morfina que le habían encontrado no le pertenecían. El juez le condenó a veintiún meses.
Durante su estancia en la cárcel londinense de Wormwood Scrubs, conoció al agente doble George Blake, condenado a 42 años por pasar secretos al KGB. Según Hollingshead, Blake le pidió que le iniciara en el LSD, y tras un viaje esclarecedor decidió escapar en cuanto pudiera de prisión. Unas semanas más tarde, había cumplido su plan y estaba en la URSS. 
Cuando cumplió su condena, Hollingshead se trasladó a Suecia y más tarde a Nepal. Tras su experiencia oriental, decidió fundar un ashram psicodélico para aquellos que encontraban agobiante la civilización occidental. Llegó a un acuerdo con las autoridades religiosas inglesas e inició una comuna llamada el Ashram de la Tierra Pura en la isla escocesa de Greater Cumbrae. La iglesia terminó forzando el cierre del ashram y Hollingshead y sus amigos se trasladaron a Londres para retomar allí su estilo de vida. De camino, pararon en una mansión de Oxfordshire, donde Hollingshead les propuso probar una nueva partida de LSD mientras dos psicólogos les observaban. Uno de ellos era David Solomon, que quería poner a prueba el LSD que había empezado a producir, y que dominó la escena británica de los 1970 hasta la Operación Julie. 
En 1973 publicó un libro autobiográfico llamado The Man Who Turned On The World (El hombre que colocó al mundo). En él detallaba su trato con muchas de las figuras principales de los años 60, como William Burroughs, John Lennon, George Harrison, Roman Polanski, Allen Ginsberg, Keith Richards, Paul Krassner, Paul Lee, Richard Katz, Pete LaRoca, Charlie Mingus, Saul Steinberg, Alan Watts y Paul McCartney. Hollingshead presumía de haber iniciado a muchos de ellos en el consumo de LSD.
A finales de los años 80 o inicios de los 90, desapareció en América del Sur. No hay constancia de su muerte.

## Obras
- Michael Hollingshead (1973). The Man Who Turned on the World. Blond & Briggs Ltd., London. ISBN 0-85634-015-4

Hollingshead formó parte de la Fundación Castalia y colaboró en la revista Psychedelic Review. Entrevistó a Robert Anton Wilson para la revista High Times en 1980.